# Johanna Haarer
Johanna Haarer, geborene Barsch, geschiedene Weese, (* 3. Oktober 1900 in Bodenbach, Böhmen; † 30. April 1988 in München) war eine deutsche Ärztin und Autorin deutschböhmischer Herkunft. In der Zeit des Nationalsozialismus waren ihre auflagenstarken Schwangeren- und Erziehungsratgeber eng an dessen Ideologie angelehnt. Haarer war zeitweise „Gausachbearbeiterin für rassenpolitische Fragen“ der NS-Frauenschaft in München. Nach 1945 wurden ihre Bücher in der späteren Bundesrepublik Deutschland in von nationalsozialistischer Terminologie bereinigter Form wieder aufgelegt und beeinflussten somit die Mütter der Kriegs- und der Nachkriegsgenerationen.

## Leben
Johanna Haarer war das jüngere von zwei Kindern des Buchbindermeisters und Papierhändlers Alois Barsch und seiner Frau Anna, geborene Fremrová, einer Tschechin. Ihr Bruder starb mit zehn Jahren. 1905 konvertierte die Familie von der katholischen zur evangelisch-lutherischen Konfession. Weil Johanna Medizin studieren wollte, besuchte sie ab 1917 in Deutschland die als reformpädagogische Landerziehungsheime geführten Hermann-Lietz-Schulen in Haubinda und Schloss Bieberstein, wo sie 1920 als bis dahin einziges Mädchen ihr Abitur ablegte. Nach dem Zerfall Österreich-Ungarns wurde sie 1918 Staatsbürgerin der Tschechoslowakei.
Im Anschluss studierte sie Medizin an den Universitäten Heidelberg, Göttingen und München. 1924 heiratete sie den Arzt Hellmut Weese, der später in der Pharmaforschung bei der I.G. Farben tätig war und unter anderem das Injektionsnarkotikum Hexobarbital („Evipan“) klinisch erprobte und in die Praxis einführte. Im Jahr darauf legte sie ihr Staatsexamen ab. 1926 erhielt Haarer ihre Approbation und wurde noch im selben Jahr promoviert. Ihre Dissertation zur Aetiologie der Pachymeningitis hämorrhagica interna wurde mit cum laude bewertet. Nach ihrer Scheidung 1929 praktizierte sie als Assistenzärztin für Lungenkrankheiten am Städtischen Sanatorium Harlaching in München. 1932 heiratete sie in zweiter Ehe ihren Kollegen, den Oberarzt Otto Haarer. Als das Paar 1933 Zwillinge bekam, gab Haarer ihre Arzttätigkeit auf und begann Kolumnen über Säuglingspflege zu schreiben, um das Familienbudget aufzubessern.

### Veröffentlichungen in der NS-Zeit
Obwohl Haarer keine Ausbildung in Pädiatrie oder Pädagogik hatte, fanden ihre ab 1933 in Zeitungen veröffentlichten Kolumnen über Säuglingspflege begeisterte Aufnahme, da es keinerlei andere allgemeine Handreichungen zu diesem Thema gab. Ihre Ratgeber trugen zu einer allgemeinen Verbesserung der Hygiene und geringerer Säuglingssterblichkeit bei. Andererseits aber beförderten sie die Ziele der Erziehung im Nationalsozialismus, die Härte gegen sich selbst und andere sowie die bedingungslose Einordnung in die Volksgemeinschaft einforderte. Ihre Beiträge wurden von der NS-Propaganda unterstützt und fanden weite Verbreitung.
1934 erschien Haarers erster Ratgeber zur Säuglingspflege: Die deutsche Mutter und ihr erstes Kind. Zwei Jahre später veröffentlichte sie ihren zweiten Ratgeber mit dem Titel Unsere kleinen Kinder. 1939 folgte das Kinderbuch Mutter, erzähl’ von Adolf Hitler!, in dem sie ebenfalls die bekannten Elemente der NS-Propaganda, insbesondere antisemitische und antikommunistische Vorurteile, wiedergab. Es ist ein typisches Kinderbuch des Dritten Reiches. Die Feinde stellt sie durchweg als böse und schlecht dar, unterstrichen von entsprechenden Karikaturen, während sie die („arischen“) Deutschen ohne jeden Makel zeichnet. Das Ziel des Buches ist, dies wird besonders am Schluss deutlich, die Kinder zu guten Mitgliedern der HJ oder des BDM zu machen. Das Buch ist in Märchenform geschrieben. Hauptfigur ist Hitler als Retter der Deutschen und zugleich als Retter der Welt:

„Unter den vielen Soldaten […] da war einer, den traf das ganze Leid des Vaterlandes noch schwerer als alle anderen […] er wollte trotz allem nicht verzagen! Er wollte von jetzt an nur für ein Ziel leben und seine ganze Kraft nur einer Arbeit widmen: Deutschland und das deutsche Volk wieder aus all dem Elend herauszuführen und es wieder stark und glücklich zu machen. ‚Und was war das für ein Soldat?‘ fragten die Kinder? ‚Das war Adolf Hitler‘, sagte die Mutter […] ‚Erzähl von Adolf Hitler, Mutter!‘ riefen die Kinder.“

Weiterhin schrieb Haarer Artikel über Erziehung in Zeitungen wie dem Völkischen Beobachter. Sie beantragte am 30. Dezember 1937 die Aufnahme in die NSDAP und wurde rückwirkend zum 1. Mai desselben Jahres aufgenommen (Mitgliedsnummer 5.355.672).

### Nach 1945
1945 wurde sie für ein Jahr interniert; ihr zweiter Mann Otto beging 1946 Suizid. In der Folgezeit erschienen Haarers Erziehungsschriften in „bereinigter Fassung“ in immer neuen Auflagen; sie selbst schrieb noch weitere Bücher zu Gesundheitsthemen. Eine Approbation erhielt sie in der Bundesrepublik nicht mehr; sie arbeitete jedoch bis zu ihrer Pensionierung 1965 in Gesundheitsämtern.
Haarer hatte fünf Kinder. Ihre Tochter Anna Hutzel wirkte nach 1945 an einer zeitgemäßen Reinigung der „Deutschen Mutter“ als Mit-Herausgeberin mit, um die weitere Vermarktung zu sichern. Hutzel erklärte im Jahr 2000 im Gespräch mit der Wissenschaftlerin Susanne Blumesberger, dass Haarer ihre nationalsozialistische Einstellung nie geändert habe. Bis zu ihrem Tod habe man nicht mit ihr über das Dritte Reich sprechen können; unter der Gefühlskälte der Mutter hätten alle Kinder leiden müssen, während Probleme innerhalb der Familie mit Gewalt gelöst worden seien.
Gertrud Haarer, ihre jüngste Tochter, veröffentlichte 2012 ihre Biografie, in der sie sich erstmals auch öffentlich mit ihrer Mutter auseinandersetzt und die Darstellung ihrer Schwester bestätigt. Sie schildert, wie sie als Kind und Jugendliche ihre Mutter erlebt und unter deren Erziehungsidealen noch als Erwachsene gelitten habe. Die Mutter, deren Pflege sie zuletzt übernommen habe, sei als alkohol- und tablettenabhängige Frau bis zu ihrem Tode überzeugte Nationalsozialistin gewesen.

## Erziehungsratgeber

### Allgemeines
Haarers Erziehungsratgeber waren eng an die NS-Ideologie angelehnt und richtungweisend für die Erziehung im Nationalsozialismus. Sie waren im Reichsmütterschulungskurs der NS-Frauenschaft eine Grundlage der Ausbildung junger Frauen.

„Das von Haarer gezeichnete Mutterbild ist sowohl in ihrem Erstlingswerk ‚Die deutsche Mutter und ihr erstes Kind‘ (1934) als auch in ihrem Fortsetzungsband ‚Unsere kleinen Kinder‘ (1936) eindeutig formuliert und über beide Werke hinweg gleichbedeutend […] Die Haarer-Bücher sind, allerdings nicht nur bezüglich des Mutterbildes, […] gespickt mit Forderungen, Vorstellungen und Zielen der NS-Ideologie und stellen somit eine deutliche Antwort auf jene Zeit dar, aus welcher heraus Haarer ihre Bücher schrieb. Dem Mann und Vater kommt in ihren Büchern keinerlei Bedeutung zu.“

Nach Haarer ordnet die erste Schwangerschaft die Frau ein „in das große Geschehen des Völkerlebens […] an die Front der Mütter unseres Volkes, die den Strom des Lebens, Blut und Erbe unzähliger Ahnen, die Güter des Volkstums und der Heimat, die Schätze der Sprache, Sitte und Kultur weitertragen und auferstehen lassen in einem neuen Geschlecht“. Die Rolle der Frau wird reduziert auf ihre Funktion als Gebärerin und Erzieherin.
Erziehungsziel war nach Haarer schon bei Kleinkindern die Vorbereitung auf die Unterwerfung unter die NS-Gemeinschaft beziehungsweise die Gleichschaltung im Sinne von deren Ideologie:

„Machen wir uns klar, daß dieses Alter, in welchem unser Kind sich jetzt befindet, zwar verhältnismäßig wenig Raum bietet für eigentliche Erziehung, d. h. für die geistige, in bestimmter Richtung gelenkte Beeinflussung. Desto größer ist aber seiner [sic!] Bedeutung für die Ausbildung wirklich gesundheitsgemäßer und gemeinschaftsfähiger Lebensgewohnheiten, die uns, später der Schule und anderen Erziehungseinrichtungen bis hinauf zum Arbeitsdienst, ja zum Heer die Erziehungsarbeit in ungeahntem Maß erleichtern werden.“

In der Sowjetischen Besatzungszone wurden Haarers Schriften Mutterschaft und Familienpflege im neuen Reich (1937), Mutter, erzähl von Adolf Hitler! (1939), Die deutsche Mutter und ihr erstes Kind und Unsere kleinen Kinder (1943) auf die Liste der auszusondernden Literatur gesetzt. In der Bundesrepublik Deutschland begann eine kritische Auseinandersetzung mit Haarers Werken erst 1985, z. B. bei Julius H. Schoeps, der dazu äußerte: (die „Deutsche Mutter“) ist ein typisches Lehrstück unbefangener deutscher Vergangenheitsbewältigung.

### Die deutsche Mutter und ihr erstes Kind

#### Hintergrund
Haarers bekanntestes Ratgeberbuch – Die deutsche Mutter und ihr erstes Kind – erschien 1934 im Münchner J. F. Lehmanns Verlag, der bereits seit den späten 1900er Jahren völkisch orientierte medizinische Literatur vermarktet hatte. Weder Haarer noch andere zeitgenössische Autoren haben eine eigenständige nationalsozialistische Pädagogik oder auch nur eine eigenständige nationalsozialistische Anthropologie des Kindes geschaffen. Haarer war jedoch bemüht, wenigstens die spärlichen Ideen, die Hitler in Mein Kampf zur Erziehung geäußert hatte, in ihrem Buch zu implementieren. Die einzigen Punkte eines nationalsozialistischen Erziehungsprogramms, die Hitler vorgegeben hatte, waren die Vermittlung der nationalsozialistischen Ideologie, die im Kern eine Rassenideologie war, und eine „Gesundheitserziehung“, die bei den Jungen de facto auf eine militärische Früherziehung hinauslief. Ebenso wie die Jungen auf den Krieg hin orientiert werden sollten, sollten die Mädchen auf das Gebären und Aufziehen arischen Nachwuchses hin orientiert werden. Haarer übernahm diese Position und schrieb:

„Auf uns Frauen wartet als unaufschiebbar dringlichste die eine uralte und ewig neue Pflicht: der Familie, dem Volk, der Rasse Kinder zu schenken.“

#### Inhalt
Das Buch war ein Ratgeberbuch für Frauen in der Zeit des Nationalsozialismus. Im Vordergrund standen Gesundheitsratschläge für Schwangere, die z. B. auf Alkohol und Zigaretten verzichten sowie ihre sportliche Betätigung und körperliche Arbeit einschränken sollten. Weiterhin zählte Haarer auf, was als Erstausstattung für das Neugeborene benötigt werde, und riet ihren Leserinnen, Säuglingskleidung nicht zu kaufen, sondern selbst zu stricken. Auch in der Säuglingsernährung empfahl sie, arbeitsintensive Wege zu gehen: täglich frischen Obstsaft und Gemüsebrei selbst herzustellen und dem Kind statt gekauften Gebäcks Kekse und Zwieback aus eigener Bäckerei zu geben. In weiteren Abschnitten beschrieb Haarer die Geburtsvorbereitung, die Geburt selbst und schließlich das Wochenbett. Hinsichtlich der Erziehung des Säuglings gab Haarer dieselben Ratschläge, die bis zum Erscheinen von Benjamin Spocks Bestseller Säuglings- und Kinderpflege (1946) überall in der westlichen Welt erteilt wurden. So warnte sie etwa davor, den Säugling tagsüber ständig aufzunehmen, argumentierte, dass das Stillen zur Ernährung des Kindes eingesetzt werden solle und nicht zu seiner Beruhigung und riet bei nächtlichem Schreien zu unmodifizierter Entwöhnung, einer Methode, die von der American Academy of Sleep Medicine noch heute als Standardverfahren zur Behandlung verhaltensbedingter kindlicher Schlafstörungen empfohlen wird. Haarer warb für Hausgeburten und den Einsatz von Hebammen. Darüber hinaus war sie eine glühende Befürworterin des Stillens; so äußerte sie sich 1937 kritisch zur Einrichtung von Frauenmilchsammelstellen, weil sie Muttermilch nicht als Ware profanisieren und Mütter nicht davon abhalten wollte, ihre Kinder selbst zu stillen; bei der politischen Führung geriet sie hierdurch zeitweilig in Ungnade. Obwohl Waschmaschinen in Privathaushalten erst in den späten 1950er Jahren Verbreitung fanden und das Windelwaschen mühsame Handarbeit war, warnte Haarer davor, beim Kind, dem sonst physischer und psychischer Schaden drohe, allzu früh mit der Sauberkeitserziehung zu beginnen.

#### Rezeption
Die Leiterin der Reichshebammenschaft, Nanna Conti, empfahl das Buch 1936 wärmstens an ihre Kolleginnen. Die NS-Führung machte es zur Grundlage der Mütterschulungskurse. Veranstaltet von der Reichsfrauenführung im Rahmen ihres Mütterdienstes hatten sie bis April 1943 rund 3 Millionen Teilnehmerinnen. Allein bis 1941 wurden 400.000 Exemplare des Buches verkauft. Bis Kriegsende waren es 690.000 Exemplare.
Auch nach 1945, bis in die 70er Jahre, fand sich Haarers Buch in einer von nationalsozialistischer Propaganda bereinigten Fassung in fast jedem Haushalt der Bundesrepublik. Nach 1945 wurde das Buch unter Weglassung von „deutsche“ im Titel und einigen Retuschen veröffentlicht. Es gab häufige Neuauflagen, zuerst im kirchlich-evangelischen Verlag Laetare, Nürnberg 1949, ab 1951 ohne offensichtliche NS-Propaganda bei Gerber.
Noch in den 1960er und teilweise in den 1970er Jahren wurde das Buch in Berufs- und Fachschulen, z. B. bei der Ausbildung von Hauswirtschaftslehrerinnen, als Lehrbuch verwendet. Im Jahre 1987 legte der Münchner Verlag Gerber, der die Auswertungsrechte seit 1951 besaß, das Buch ein letztes Mal auf. Die Gesamtauflage betrug nach Angabe des Verlages zu diesem Zeitpunkt 1,231 Mio.

#### Kontext
Johanna Haarers Buch war nicht der einzige Schwangeren- und Säuglingspflegeratgeber, der im nationalsozialistischen Deutschland und in der Nachkriegszeit gelesen wurde. Verglichen werden muss das Werk unter anderem mit Neuzeitliche Säuglingspflege und ihre Einfügung in Haushalt und Familie (1934) von Anni Weber und mit Nanna Contis ABC der Hausentbindung (1942). Bereits 1899 hatte der Münchner Pädiatrieprofessor Joseph Trumpp sein Handbuch Säuglingspflege veröffentlicht, das bis 1921 mehrfach neu aufgelegt wurde. Mindestens ebenso bedeutend für die Entwicklung der Säuglingspflege im deutschsprachigen Bereich war Adalbert Czerny (Der Arzt als Erzieher des Kindes, 1908), der als Ordinarius an der Berliner Charité (seit 1910) deren internationale Pädiatrieschule gründete.

## Rezeption
Haarers Schriften wurden in der Presse, auf privaten Webseiten individueller Autoren sowie in Internetforen mehrfach als Dokumente der Schwarzen Pädagogik eingestuft. Als „Schwarze Pädagogik“ hatten Katharina Rutschky und Alice Miller in den späten 1970er Jahren die Pädagogik der Aufklärung und des Philanthropismus bezeichnet, deren Schrifttum sie aus dem jeweiligen historischen Kontext herausgelöst und einer psychoanalytischen Deutung unterworfen hatten. Sowohl von Historikern als auch von Erziehungshistorikern und Erziehungswissenschaftlern ist dieses Vorgehen als problematisch kritisiert worden; in der erziehungswissenschaftlichen Fachliteratur hat der Terminus nicht Fuß fassen können. Doch weder dies, noch dass Rutschky und Miller Johanna Haarer in ihren Schriften gar nicht erwähnt haben, hinderte Teile ihrer Leserschaft daran, den Terminus „Schwarze Pädagogik“ als Schlagwort auf Haarer sowie auch auf viele andere Autoren des 20. und 21. Jahrhunderts anzuwenden.

## Schriften (Auswahl)
- Säuglingspflege für junge Mädchen. Ein Unterrichtsbuch für Schulen. Burgbücherei, Esslingen 1931.
- Die Mutter und ihr erstes Kind. Völlig neu bearbeitete und erweiterte Auflage, 1222.–1231. Tausend der Gesamtauflage. Carl Gerber, München 1987, ISBN 978-3-87249-158-9 (Originaltitel: Die deutsche Mutter und ihr erstes Kind. Erstausgabe: Lehmanns, München  1934, Auflage 1987 ohne Hinweis auf Erstausgabe 1934).
  - Ausgabe von 1940; Textarchiv – Internet Archive
- Unsere kleinen Kinder. Lehmanns, München 1936 u. ö.; später, von bestimmten Nazi-Begriffen gereinigt: Carl Gerber, München 1950; zuletzt 1970.
  - Ausgabe von 1943; Textarchiv – Internet Archive
- Mutterschaft und Familienpflege im neuen Reich. Volksbildungskanzlei, München 1937 (Beiträge zur Volkslehre und Gemeinschaftspflege).
- „Mutter, erzähl’ von Adolf Hitler!“ Ein Buch zum Vorlesen, Nacherzählen und Selbstlesen für kleinere und größere Kinder. Lehmanns, München 1939; archive.org.
- Unsere Schulkinder. Carl Gerber, München 1949.
- Mein Strickbuch. 1. Musterstricken. Gerber, München 1949.
- Mein Strickbuch. 2. Mehrfarbiges Stricken. Gerber, München 1950.
- Frau sein und gesund bleiben. Gerber, München 1950.
- Mein Strickbuch. 3. Gestrickte Kleidung. Gerber, München 1951.
- mit Esther von Reichlin: Große Kinder, große Sorgen: Kinder in der Reifezeit. Humboldt Verlag, Frankfurt / Wien 1954.
- Kinder auf dem Bauernhof ihre Erziehung in Familie und dörflicher Gemeinschaft. Bayerischer Landwirtschaftlicher Verlag, Bonn 1957.
- Deutscher Alltag. Ein Gesprächsbuch für Ausländer. 9. Auflage. Max Hueber Verlag, München 1959.
- Die Welt des Arztes. Ein medizinisches Lesebuch für Ausländer. 3. Auflage. Max Hueber Verlag, München 1966.